# Emanuel Moravec
Emanuel Moravec (17 avril 1893 - 5 mai 1945) est un officier et écrivain de l'armée tchèque qui a été ministre collaborateur de l'Éducation du protectorat de Bohême-Moravie, entre 1942 et 1945. Il a également été président du conseil d'administration de l’Éducation de la jeunesse (en), une organisation de la jeunesse fasciste du protectorat. 

## Biographie
Durant la Première Guerre mondiale, Emanuel Moravec sert dans l'armée austro-hongroise, mais après sa capture par les Russes, il change de camp pour rejoindre les forces serbes, soutenues par la Russie, puis les légions tchécoslovaques, qui continuent à combattre aux côtés des Russes blancs pendant la guerre civile russe. Pendant l'entre-deux-guerres, il commande un bataillon d'infanterie, dans l'armée tchécoslovaque. En tant que partisan de la démocratie, dans les années 1930, Emanuel Moravec met en garde, avec ferveur, contre les plans expansionnistes de l'Allemagne d'Adolf Hitler et appelle à l'action armée plutôt qu'à la capitulation devant les exigences allemandes du Sudetenland. Au lendemain de l'occupation allemande de la Tchécoslovaquie, il devient un collaborateur enthousiaste et réaligne sa vision politique du monde sur le Fascisme. 
Le commando TIN (dirigé par Ludvík Cupal), parachuté, avait en vue son assassinat, mais il ne put arriver à ses fins.
Il se suicide dans les derniers jours de la Seconde Guerre mondiale. Contrairement à d'autres fonctionnaires du protectorat de courte durée, dont la réputation a été totalement ou partiellement réhabilitée après la guerre, celle d'Emanuel Moravec n'a pas survécu à son mandat et il est largement ridiculisé comme étant le Quisling (en) tchèque.

### Source de la traduction
- (en) Cet article est partiellement ou en totalité issu de l’article de Wikipédia en anglais intitulé « Emanuel Moravec » (voir la liste des auteurs).